# Simonel·lita
La simonel·lita és un mineral de la classe dels compostos orgànics. Rep el seu nom de Vittorio Simonelli (1860-1929), geòleg italià de la Universitat de Bolonya, qui va descobrir el mineral.

## Característiques
La simonel·lita és una substància orgànica de fórmula química C19H24. Cristal·litza en el sistema ortoròmbic.
Segons la classificació de Nickel-Strunz, la simonel·lita pertany a «10.BA - Hidrocarburs» juntament amb els següents minerals: fichtelita, hartita, dinita, idrialita, kratochvilita, carpathita, ravatita i evenkita.

## Formació i jaciments
Va ser descoberta l'any 1919 a Fognano, al municipi de Montepulciano, a la província de Siena (Toscana, Itàlia), l'únic indret on ha estat trobada aquesta espècie mineral. Es troba en el lignit, pel que sembla, derivada dels boscos de coníferes.